# John Johansson (fotbollsspelare född 1894)
John Arvid "Snärjarn" Johansson, född 7 juli 1894 i Örgryte församling, död 15 februari 1961, var en svensk fotbollsspelare (högerhalv) som spelade för Göteborgsklubben Gais.
Johansson var en äkta "gårdapojk" som kom till Gais 1909 och var spelare, intendent och revisor i klubben under hela 1910-talet. Hans smeknamn säger en del om hans spelstil. Han spelade 32 matcher för klubben mellan 1915 och 1922 och var med och vann SM-guld 1919. Han lade av med fotbollen 1922.
Johansson gjorde en A-landskamp.